# Кирзон
Кирзон (фр. Curzon) насеље је и општина у западној Француској у региону Лоара, у департману Вандеја која припада префектури Сабл д'Олон.
По подацима из 2011. године у општини је живело 462 становника, а густина насељености је износила 78,31 становника/km². Општина се простире на површини од 5,9 km². Налази се на средњој надморској висини од 5 метара (максималној 23 m, а минималној 0 m).

## Демографија
| 1962. | 1968. | 1975. | 1982. | 1990. | 1999. | 2011. |
| ----- | ----- | ----- | ----- | ----- | ----- | ----- |
| 494   | 546   | 542   | 438   | 405   | 356   | 462   |

График промене броја становника у току последњих година